# Iximché

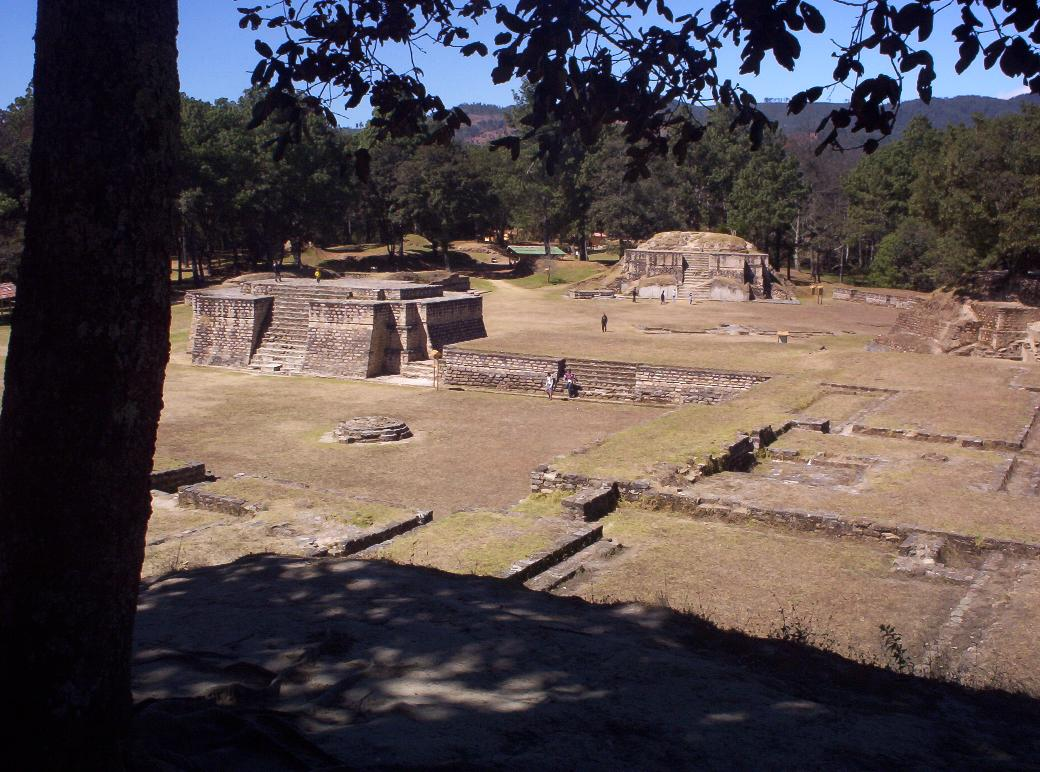
Iximché – Blick über die Plazas B und A mit den Tempelplattformen 1 und 2

Iximché ist ein seit mehreren Jahrhunderten verlassenes Kult- und Herrschaftszentrum der Cakchiquel-Maya im Hochland von Guatemala. Es ist – vor Q'umarkaj und Mixco Viejo – die bedeutendste und besterhaltene bzw. bestrestaurierte Tempel- und Palaststadt der Hochland-Maya. Der Name Iximché bedeutet „Maisbaum“, nach einer Pflanze (Brosimum alicastrum), die in Notzeiten Nahrung lieferte.

## Lage
Iximché liegt – auf drei Seiten von Schluchten umgeben, so dass eine Verteidigung der Anlage leicht möglich war – auf einem bewaldeten Bergplateau auf einer Höhe von etwa 2270 m. Die archäologische Stätte befindet sich etwa 2,5 km südlich der Kleinstadt Tecpán und etwa 90 km westlich der Landeshauptstadt Guatemala-Stadt. Bis Sololá und zum Atitlan-See sind es weitere 50 km in westlicher Richtung. Die Ruinenstätte gehört zum Departamento Chimaltenango und ist über eine asphaltierte Straße von der Panamericana (CA1) aus gut zu erreichen.

## Geschichte
Das Hochland Guatemalas wurde lange Jahre von den Quiché, den Cakchiquel und von den Tzutuhil beherrscht. In der zweiten Hälfte des 15. Jahrhunderts gab es permanente Konflikte vor allem zwischen den ehemals verbündeten Quiché und den Cakchiquel, wodurch letztere gezwungen waren, sich in das Gebiet des heutigen Departamento Chimaltenango zurückzuziehen. Hier gründeten sie um 1470 ihre neue Hauptstadt Iximché. Nach der Ankunft der Spanier unter der Führung von Hernan Cortez im Jahre 1519 in Zentralmexiko hatten die Azteken Nachrichten an ihre Verbündeten bzw. die von ihnen unterworfenen Stämme gesandt; nach der Niederlage der Azteken 1521 sandten die Cakchiquel ihrerseits eine Mitteilung an Cortez und baten um Hilfe gegen ihre Feinde, die Quiché.

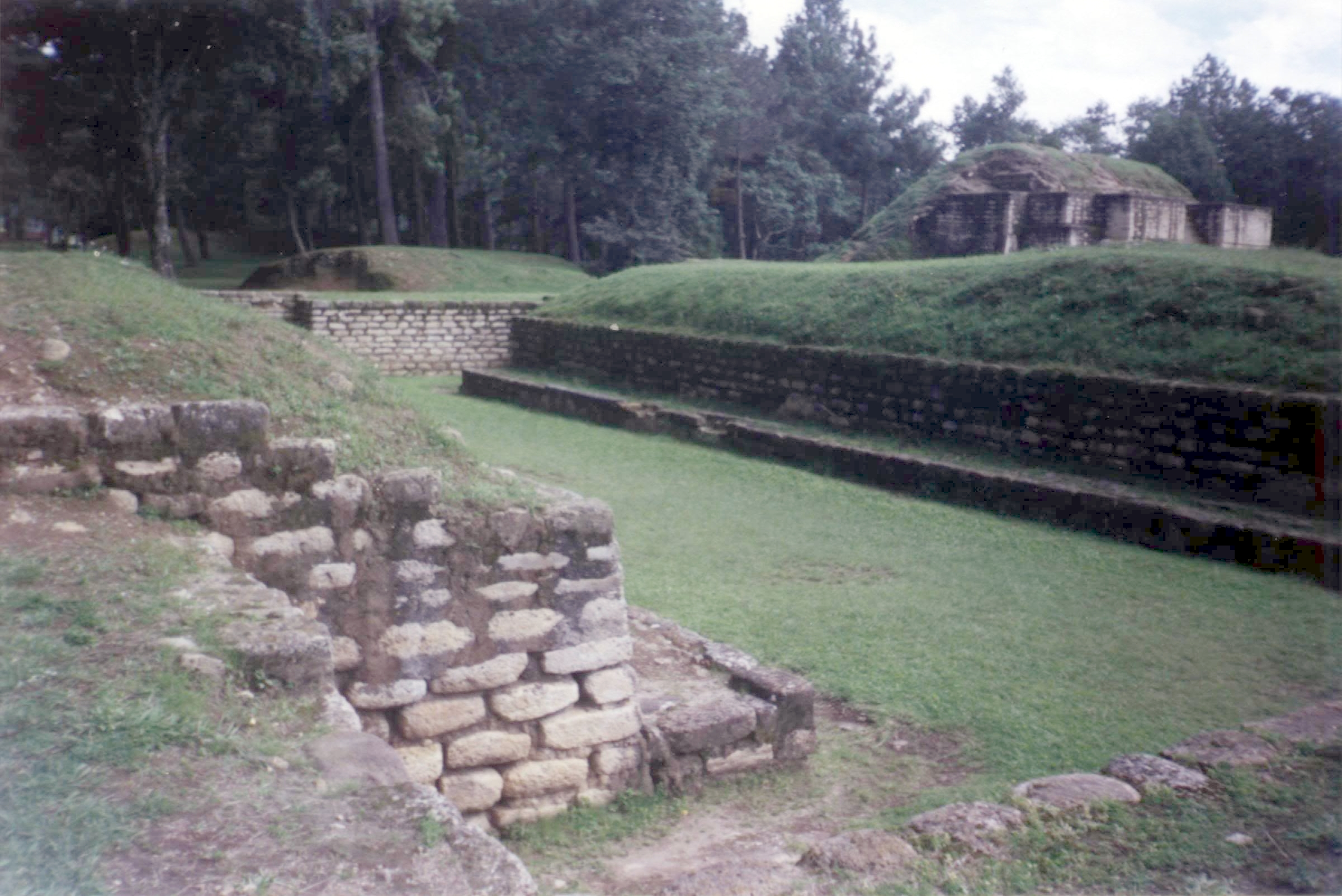
Iximché – Ballspielplatz in der typischen Doppel-T-Form ohne Markierungssteine; im Hintergrund Tempel 2

Unter der Führung Pedro de Alvarados wurden die Quiché im Frühjahr 1524 besiegt; ihr Anführer Tecun Uman wurde getötet. Daraufhin luden die Cakchiquel die Spanier zu einem Gastaufenthalt in Iximché ein; die Spanier blieben nur kurz – mit ihren neugewonnenen indianischen Hilfstruppen wandten sie sich nach Westen, um neuentbrannte Aufstände der Quiché und der Tzutuhil niederzuwerfen. Im Juli 1524 kehrten sie zurück und gründeten in der Nähe von Iximché ihre Hauptstadt Tecpán Quauhtemallán („Waldpalast“), woraus sich wahrscheinlich der Name Guatemalas ableitet. Wegen der Goldgier der Spanier kam es bald darauf zu Aufständen der indigenen Bevölkerungsgruppen, die sich jedoch kurze Zeit später in die Berge zurückzogen, woraufhin die Spanier ihnen den Krieg erklärten und Iximché in Brand setzten. Im Jahr 1526(?) gründeten die Spanier eine zweite Hauptstadt bei Tecpan; doch bereits im November 1527 entschlossen sie sich zum Bau der neuen Hauptstadt Santiago de los Caballeros de Guatemala, dem heutigen Antigua Guatemala. Doch selbst nach dem Abzug der Spanier kehrten die Cakchiquel nicht wieder in ihre ehemalige Hauptstadt zurück.

## Wiederentdeckung
Bei der indigenen Bevölkerung war der Platz wohl nie ganz in Vergessenheit geraten; die erste Erwähnung in europäischen Quellen stammt aus dem Jahre 1695. Im 19. Jahrhundert besuchten mehrere europäische und amerikanische Forscher das Gelände, darunter auch John Lloyd Stephens und sein Zeichner Frederick Catherwood, der jedoch keine Zeichnung von Iximché anfertigte bzw. publizierte. Seit 1940, vor allem aber in den 1970er Jahren wurde die Ruinenstätte restauriert, teilweise auch rekonstruiert.

## Architektur

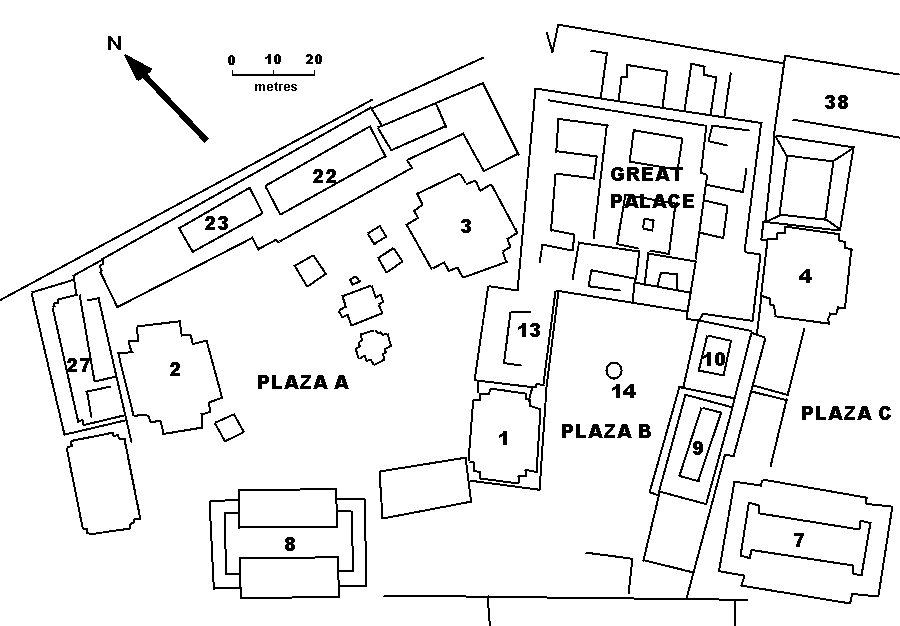
Iximché – Planskizze der Gesamtanlage

Das Kult- und Palastzentrum besteht aus etwa 20 größeren Strukturen, darunter vier Hof- oder Platzanlagen, vier Tempelpyramiden, zwei Ballspielplätzen und mehreren – meist nur in ihren Grundmauern erhaltenen – Palastbauten. Die im Talud-tablero-System von Teotihuacán konstruierten Pyramiden haben auf zwei oder drei Seiten vorgelagerte Treppenaufgänge mit breiten Randzonen; dadurch wirken die Ecken des eigentlichen Pyramidenkerns wie zurückgestuft. Die möglicherweise aus Holz erbauten Tempel selbst sind allesamt verschwunden. Ehemals waren wohl alle Bauten mit Stuck überzogen und bemalt; einige Farbspuren (rot, gelb und blau) wurden entdeckt. Steinskulpturen oder Stuckreliefs, wie sie für das Maya-Tiefland (z. B. Copán, Quiriguá, Palenque, Tikal u. a.) kennzeichnend sind, existierten bei den Hochland-Maya sehr wahrscheinlich nicht. Die runde Struktur auf dem Platz B wird als Opferplattform interpretiert; in ihr wurde das Grab eines Adligen bzw. Priesterfürsten mit drei Begleitern entdeckt.